# Xã Ransom, Quận Lackawanna, Pennsylvania
Xã Ransom (tiếng Anh: Ransom Township) là một xã thuộc quận Lackawanna, tiểu bang Pennsylvania, Hoa Kỳ. Năm 2010, dân số của xã này là 1.420 người.